# Podul SNP

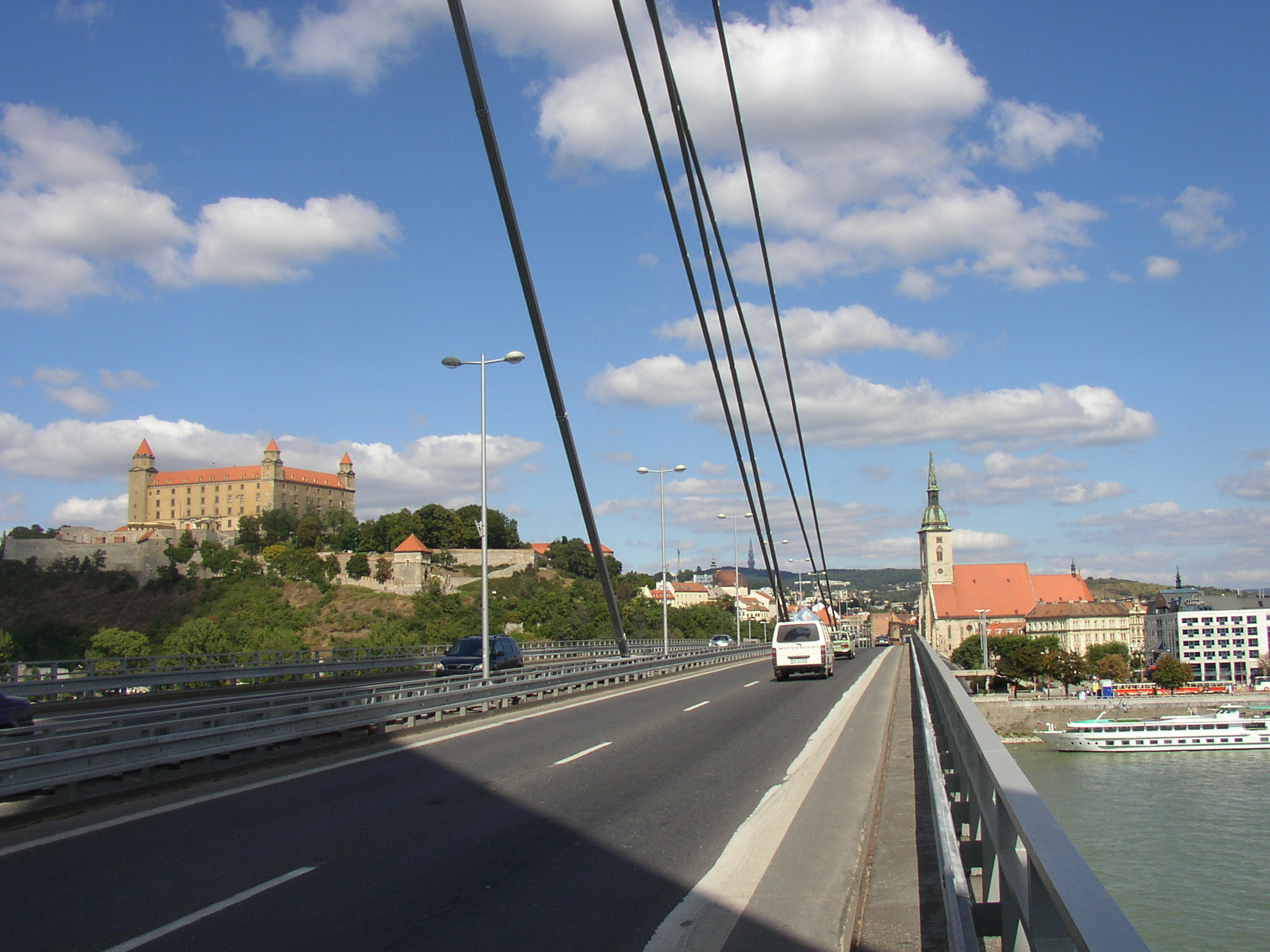
Castelul Bratislava și Catedrala Sf. Martin, văzute de pe Podul SNP

Podul SNP (în slovacă Most Slovenského národného povstania, în traducere Podul Revoltei Naționale Slovace, prescurtat Most SNP și denumit Podul Nou (în slovacă Nový most) în perioada 1993-2012) este un pod rutier peste Dunăre în Bratislava (capitala Slovaciei). El este cel mai lung pod suspendat pe cabluri (hobane) din lume care are un singur stâlp (sau turn) înalt de 84,6 m, cu doi piloni printre care trece calea rutieră, și care susține întreaga structură.

## Caracteristici
Podul are o deschidere  principală în lungime de 303 m, o lungime totală de 430.8 m, lățimea de 21 m și o greutate estimată de 7.537 t. Construcția sa, din oțel și beton armat, este suspendată de cabluri de oțel prinse pe malul Petržalka de cei doi piloni. 
O atracție deosebită este structura în formă de farfurie zburătoare de la partea superioară a turnului, la înălțimea de 84,6 m, unde se află un restaurant care este denumit din anul 2005 UFO (anterior Bystrica). Restaurantul, la care se ajunge urcând cu un ascensor situat în pilonul de est, oferă o panoramă cuprinzătoare asupra Bratislavei. Pilonul de vest găzduiește o scară de urgență cu 430 de trepte. Podul are patru benzi pentru trafic auto la nivelul superior și benzi pentru biciclete și pietoni la nivelul inferior, constând din două carosabile de aproximativ 2,50 metri lățime, câte unul pentru fiecare parte a podului.

## Nume
De la construcția sa în anul 1972 podul a fost numit Most SNP (în română Podul Revoltei Naționale Slovace), deși la nivel local a fost numit Podul Nou. În 1993, numele său a fost schimbat de către Consiliul Local al orașului Bratislava în cel de Nový Most (în română Podul Nou) pentru a unifica numele său oficial cu cel efectiv utilizat de către populație. La 29 martie 2012 membrii Consiliului orașului Bratislava au votat în favoarea unei inițiative a primarului Orașului Vechi Táňa Rosová (SDKÚ-DS) pentru a schimba înapoi numele podului în cel de Most SNP, care a intrat în vigoare la 29 august 2012.

## Construcție
Podul a fost construit între 1967 și 1972 în cadrul unui proiect gestionat de A. Tesár, J. Lacko și I. Slameň. El a deschis oficial în 26 august 1972, ca al doilea pod peste Dunăre din Bratislava. 
O porțiune importantă a Orașului Vechi de mai jos de Castelul Bratislava, care includea aproape întreg cartierul evreiesc, a fost demolată pentru a crea drumul care duce înspre pod; pe de altă parte, podul a îmbunătățit accesul între Petržalka și restul orașului. În timpul construcției au fost descoperite porțiuni din zidurile orașului istoric.

## Imagini

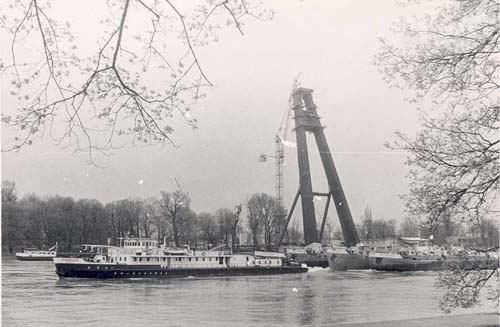
Construirea pilonului
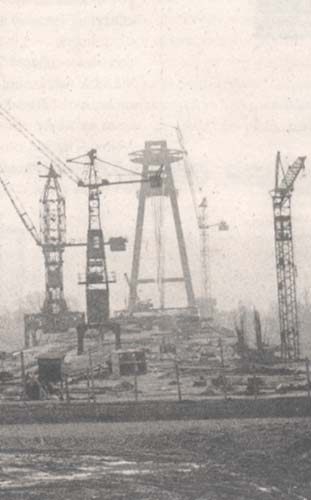
Construirea podului, 1971
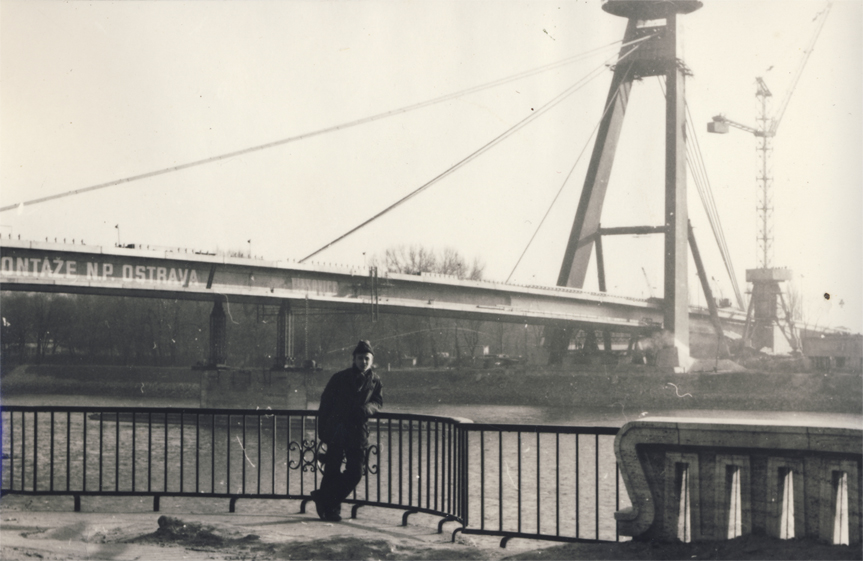
Podul în 1972
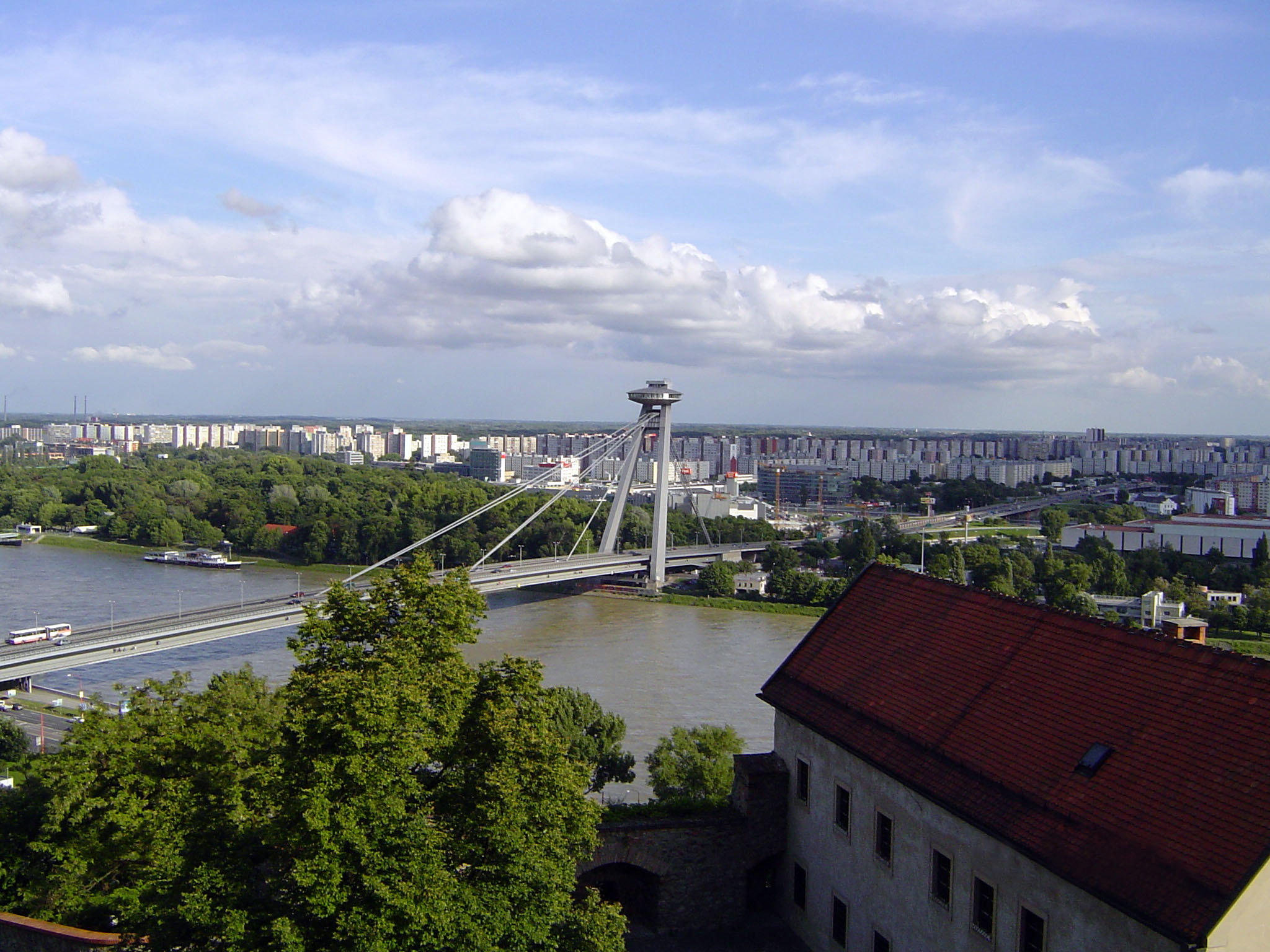
Podul SNP văzut din Castelul Bratislava
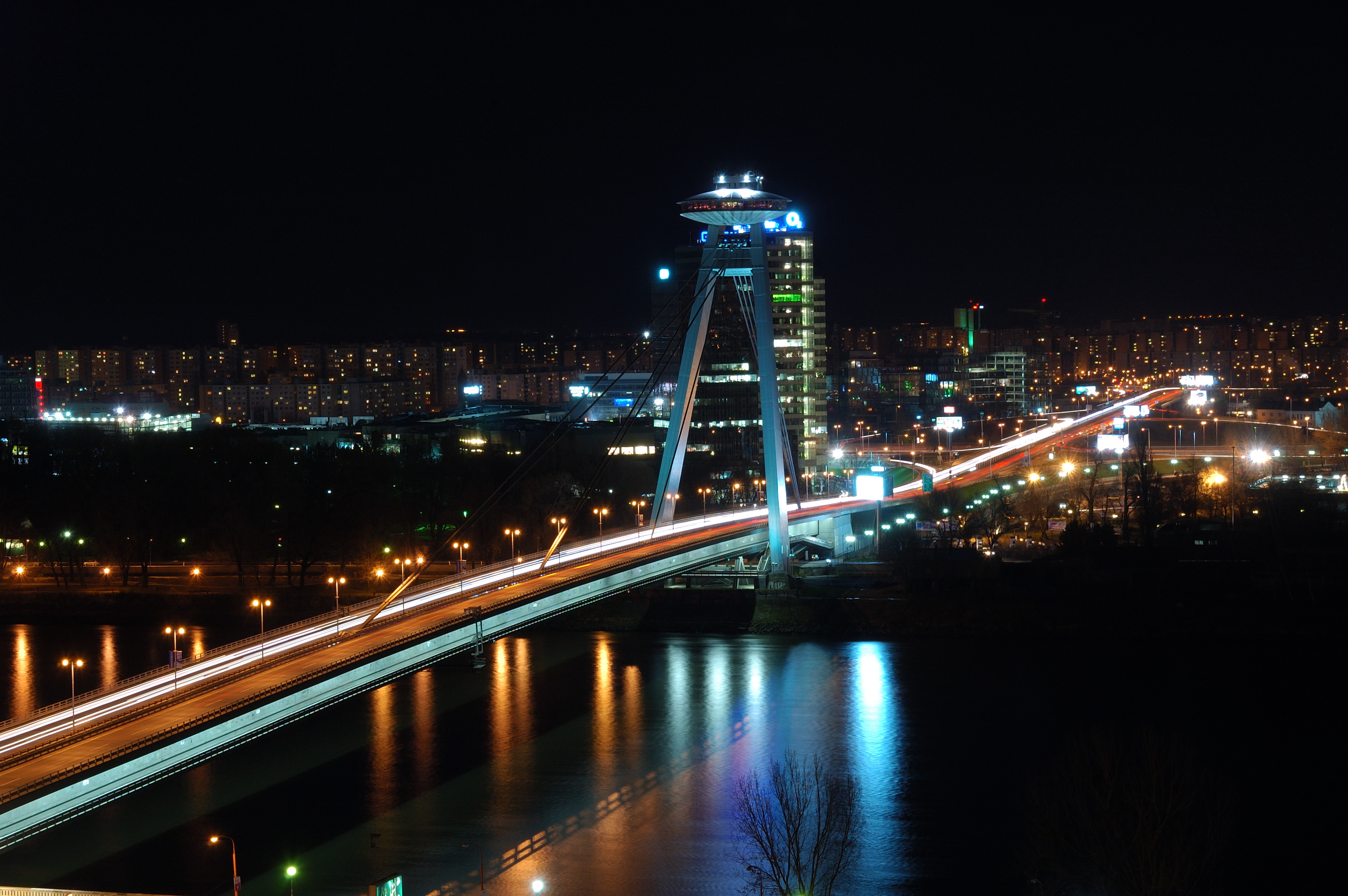
Podul SNP pe timp de noapte
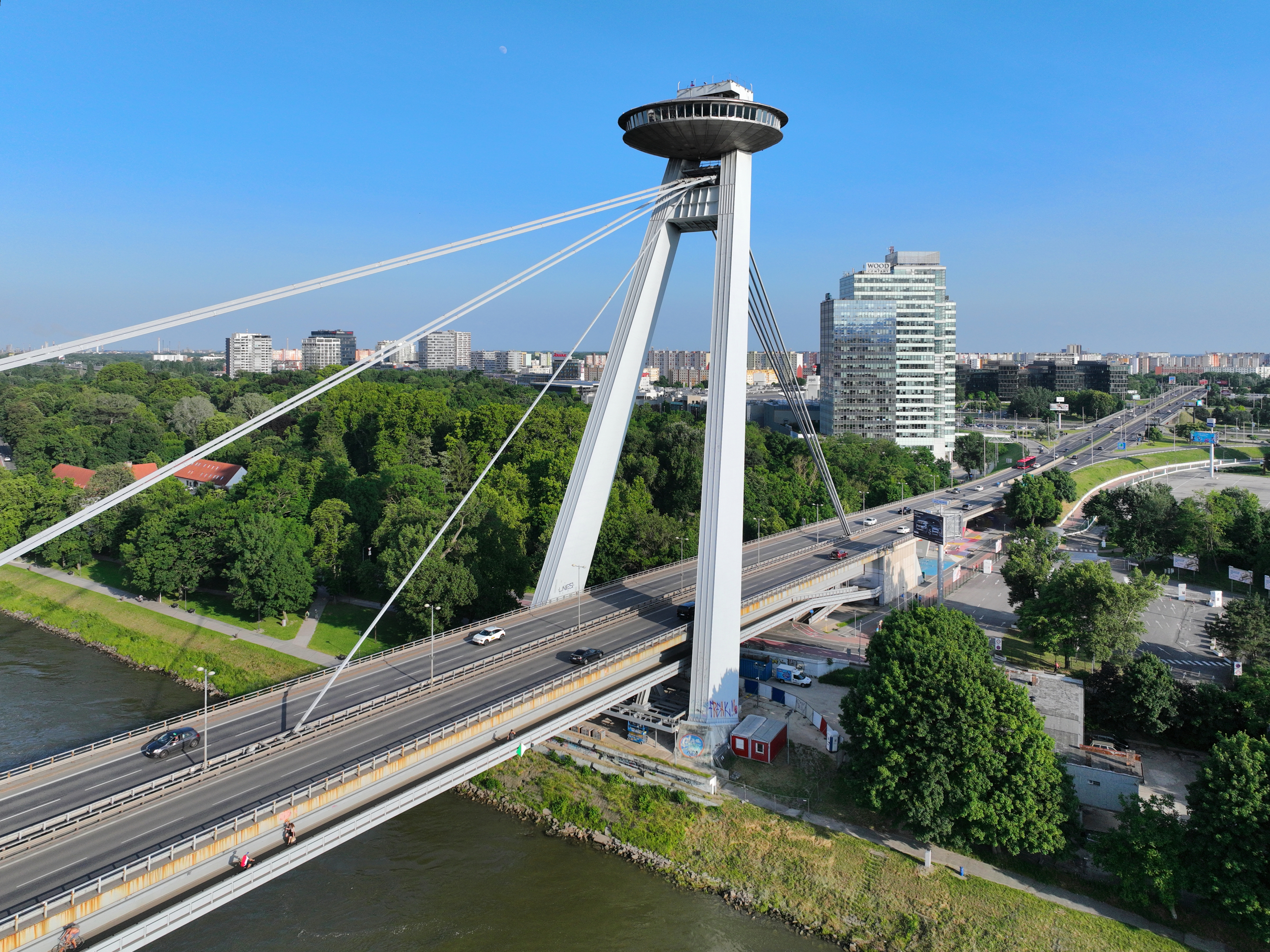
Pilonul podului SNP
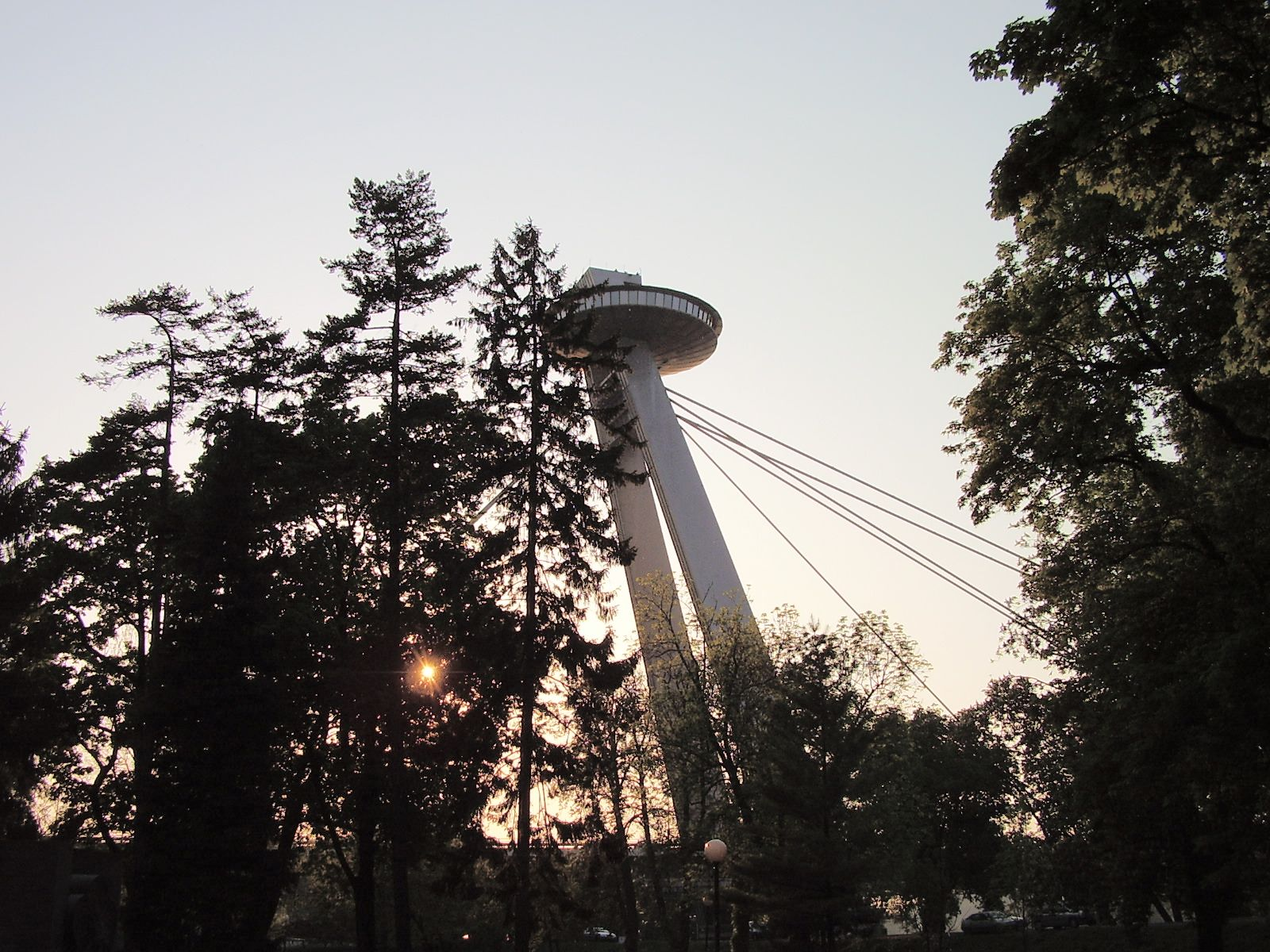
Pilonul podului
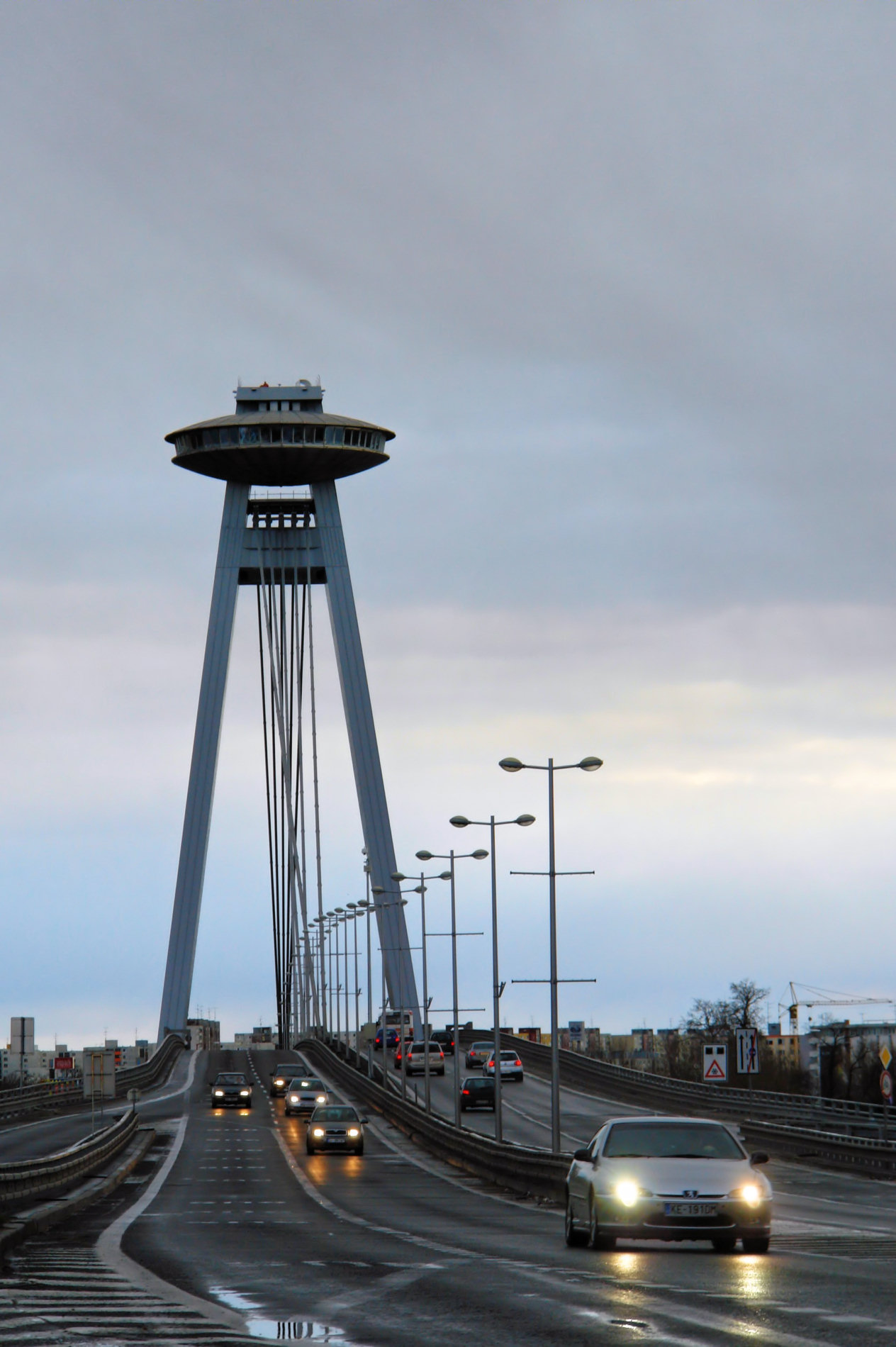
Vedere a pilonului
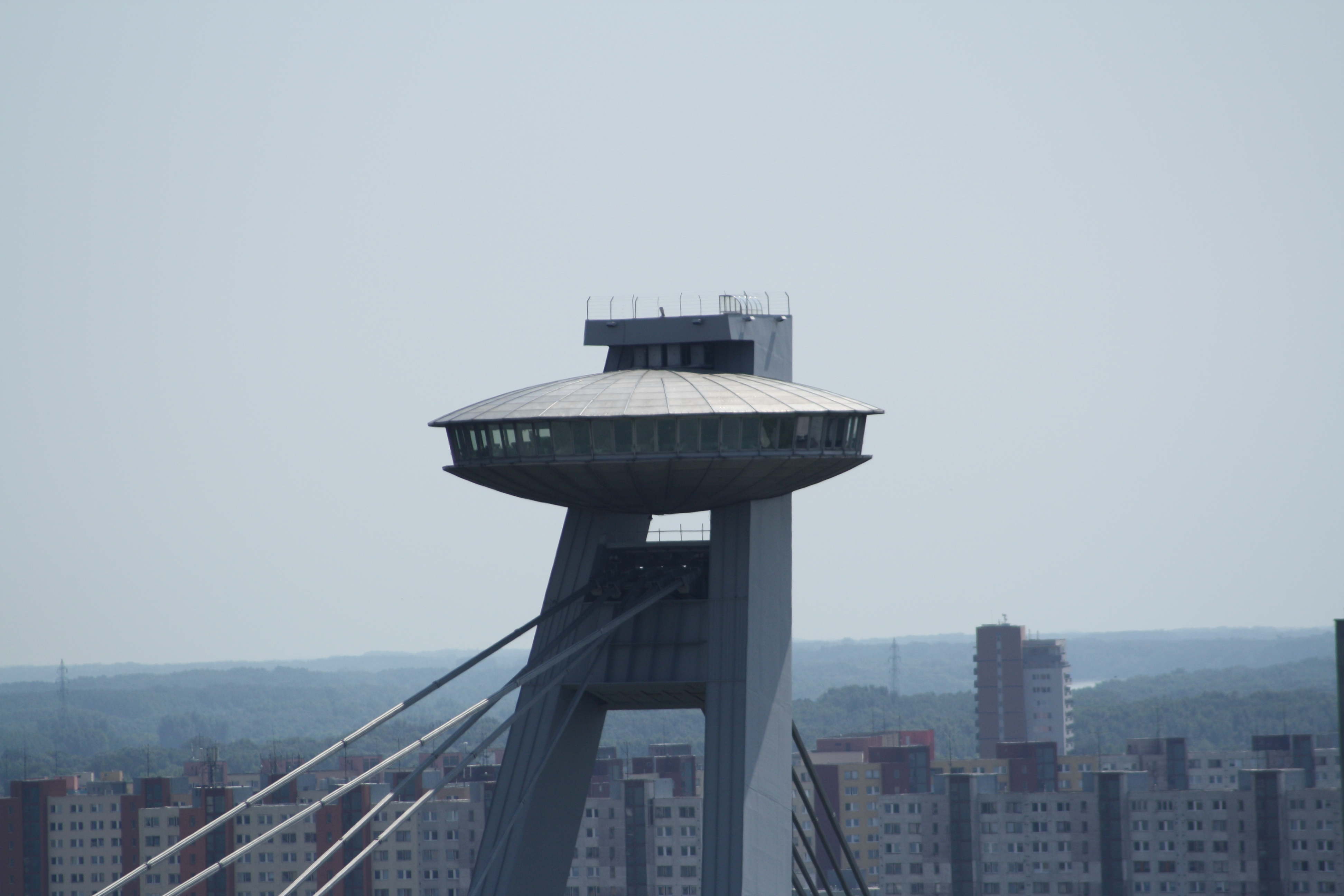
Restaurantul UFO
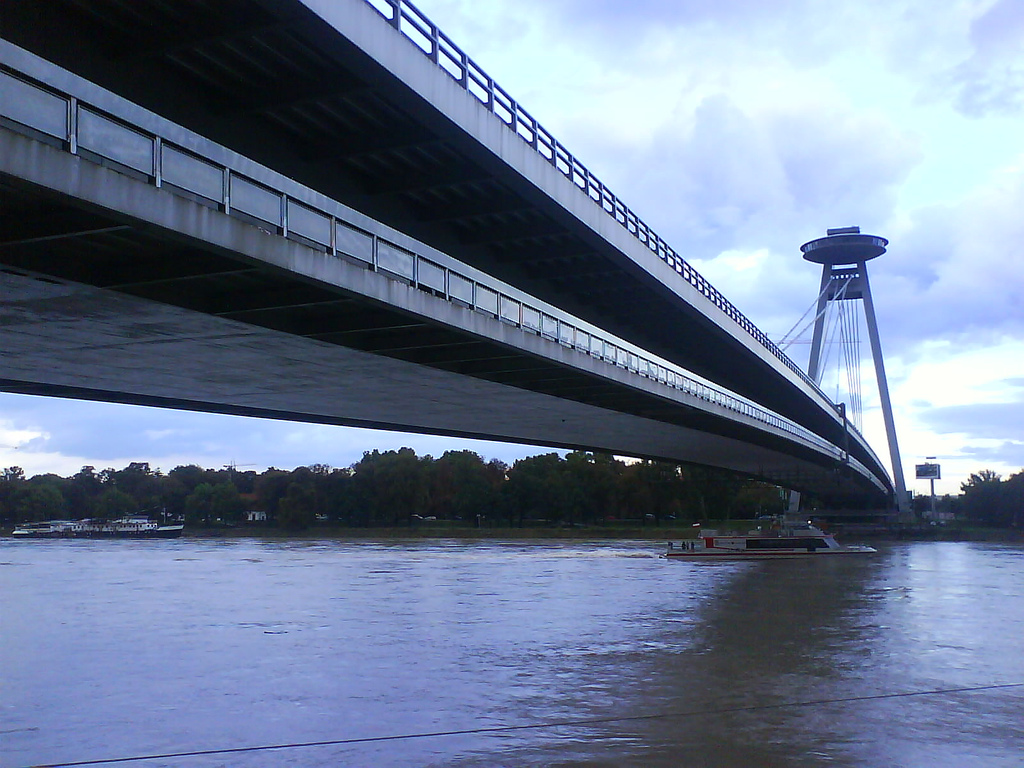
Cele două niveluri ale podului